# مستوطنات اليسوعيين

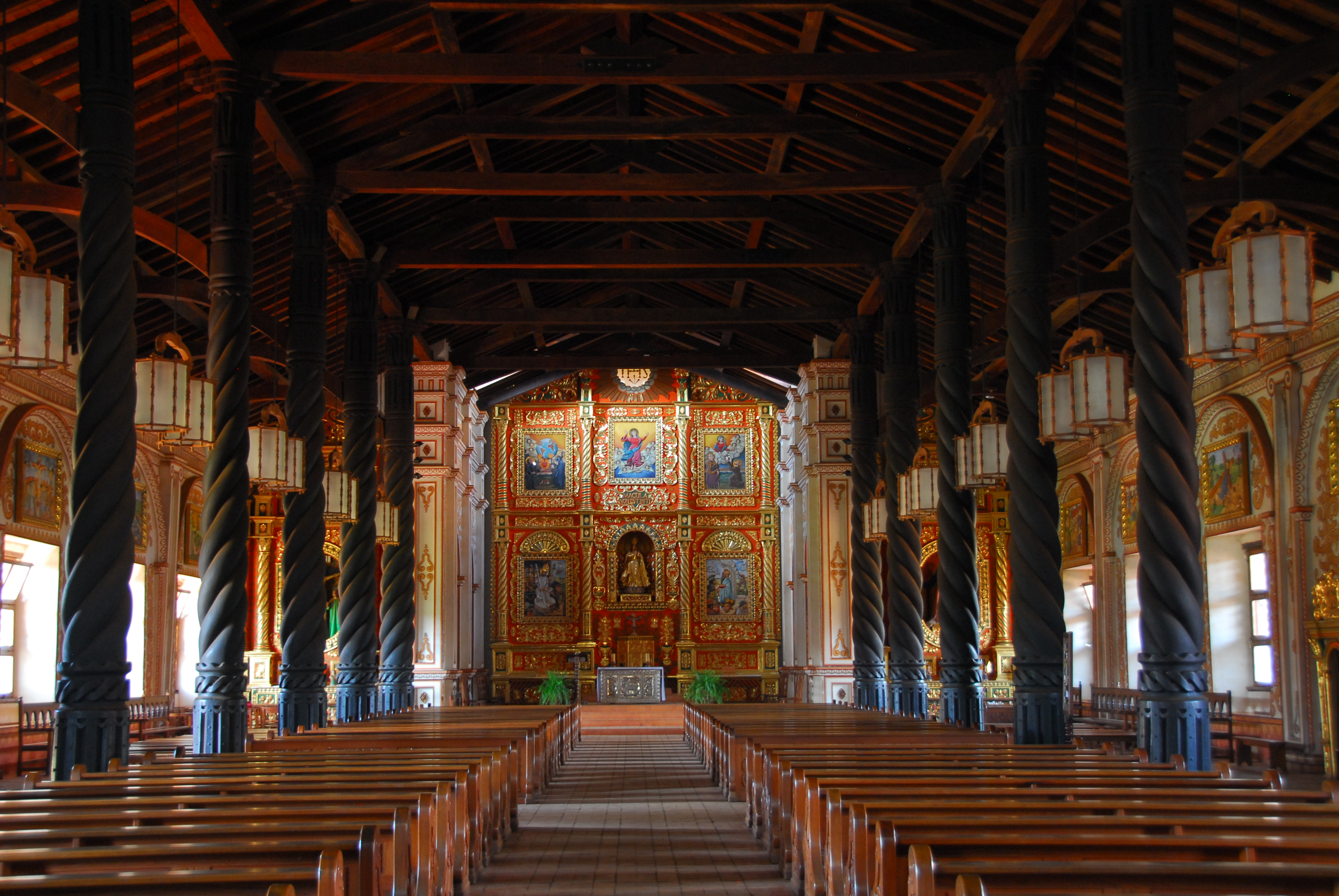
كنيسة من بقايا مستوطنة كونسيبسيون في سانتا كروز، بوليفيا.

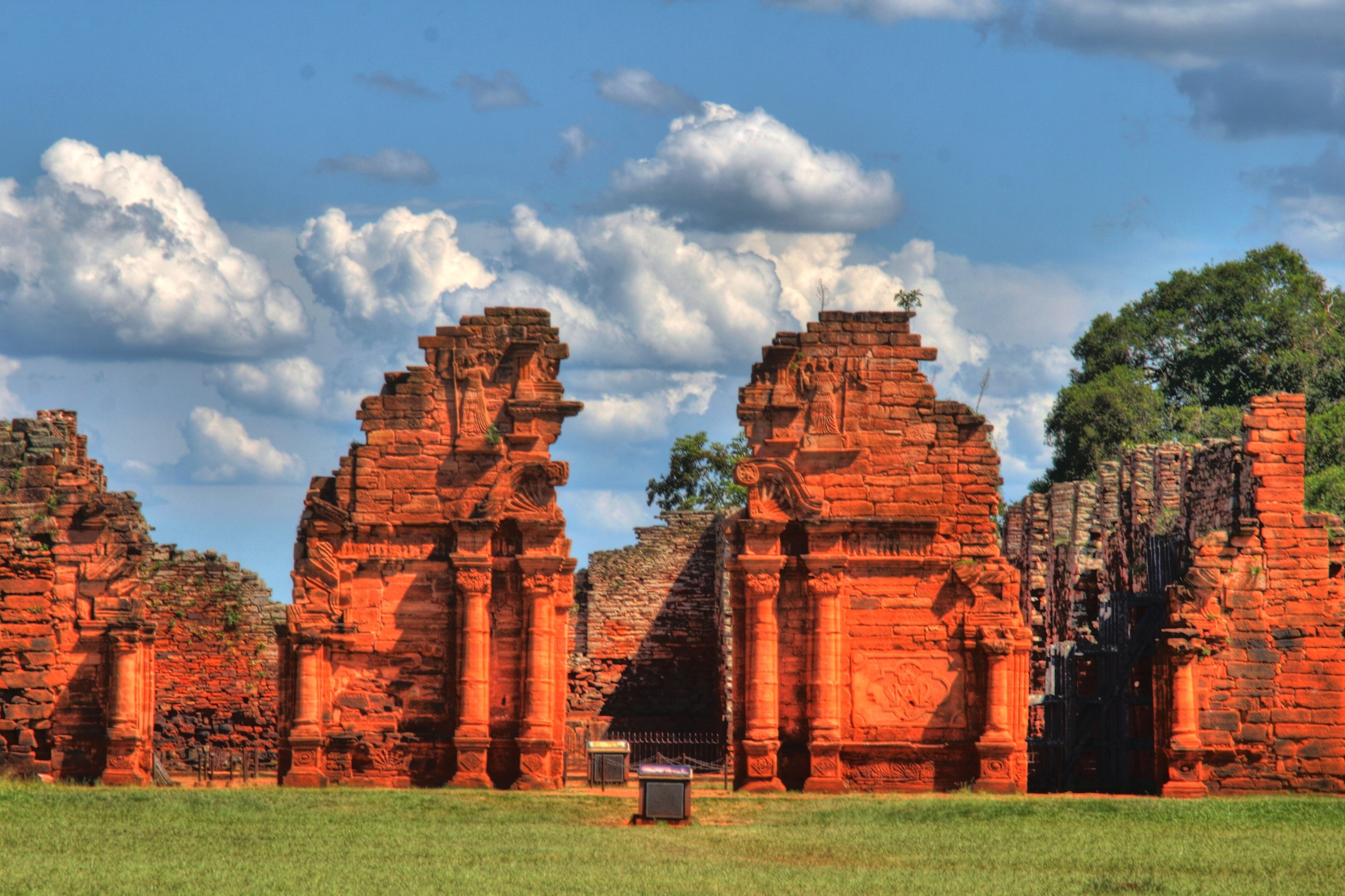
بقايا آثار مستوطنة سان أغناسيو ميني، الأرجنتين.

أقيمت مستوطنات اليسوعيون (بالإسبانيّة: Misiones jesuíticas guaraníes) بأنه نوع من اسكان السكان الأصليين في أمريكا الجنوبية والتي أنشئها اليسوعيون خلال القرنين السابع عشر والثامن عشر. وكانت هذه نوع من الإستراتيجية من قبل الإمبراطورية الإسبانية لجمع السكان الأصليين إلى مراكز تسمى «المستوطنات الهندية» من أجل التنصير، وجمع الضرائب، الحكم بشكل أكثر كفاءة. تم أقامة هذه المستوطنات بشكل رئيسي في منطقة تعرف في العصر الحديث باسم باراغواي بين شعوب الغوارانيين. وقد أقيمت أيضًا مستوطنات في وقت لاحق إلى مناطق أصبحت الآن جزءًا من الأرجنتين والبرازيل وبوليفيا.
لفهم الدافع وراء هذه الجهود اليسوعية، لا بد من الأخذ بعين الاعتبار الاعتقاد الكاثوليكي على نطاق واسع حول المعمودية الحالي في ذلك الوقت. ولقد قام اليسوعيون بتعليم الغوارانيين عددًا من المهارات من بينها الحياكة، والنجارة، والطباعة. وكان معظم الهنود يحرثون الأرض، أو يرعون الماشية، ولقاء ذلك كانوا يحصلون على الطعام والكساء والسلع الأخرى. وهكذا صارت الإصلاحيات مستوطنات مزدهرة تصدِّر القطن، والتبغ، والماتيه، وجلود الحيوانات، والأخشاب. ومع حلول الثلاثينيات من القرن الثامن عشر الميلادي كان اليسوعيون قد أنشأوا زهاء ثلاثين إصلاحية، بلغ إجمالي عدد أفرادها نحو 140,000 نسمة.

وقد بلغ الأمر بالكثير من المستعمرين الأسبان، أن صاروا ينظرون بعين الحسد إلى ثراء اليسوعيين وسطوتهم، ورغبوا أن يستغلوا اليد العاملة من الهنود بالأجر الزهيد للعمل في مزارعهم. أما اليسوعيون فكانوا يشعرون أنهم يوفرون للهنود الحماية من رق يتهددهم، وجهزوا الجيوش لحماية أمن الإصلاحيات. ولقد تمخضت الشكاوى التي رفعها المستعمرون بخصوص سيطرة اليسوعيين عن قيام الملك تشارلز الثالث ملك أسبانيا بطرد اليسوعيين من مختلف الأراضي الأسبانية 1767م. فغادر اليسوعيون باراغواي، وتم هجر المؤسسات الإصلاحية. وهكذا استأنف بعض الهنود أنماط حياتهم السابقة، وأما الآخرون فراحوا يعملون لدى المستعمرين الأسبان.

## معرض صور

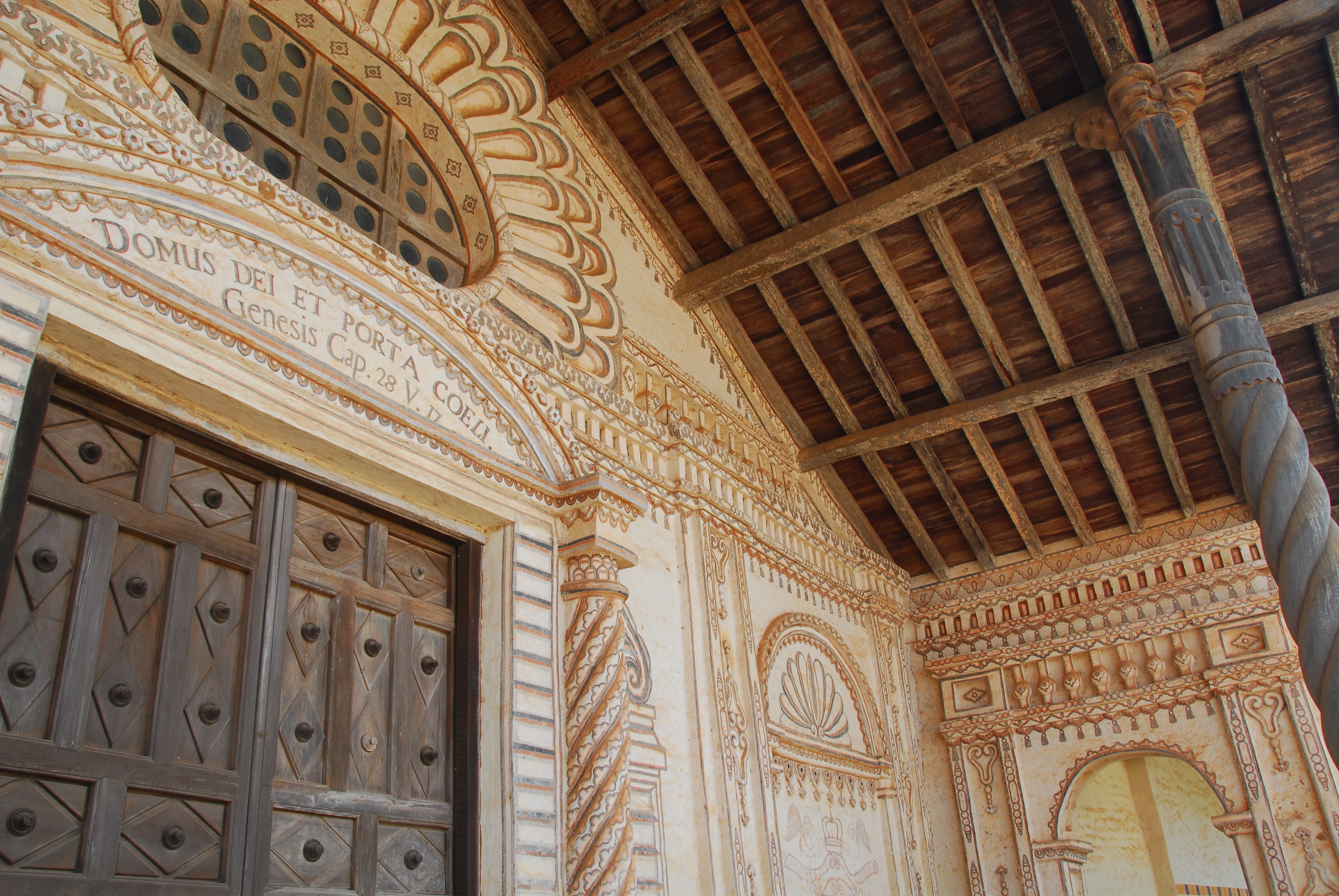
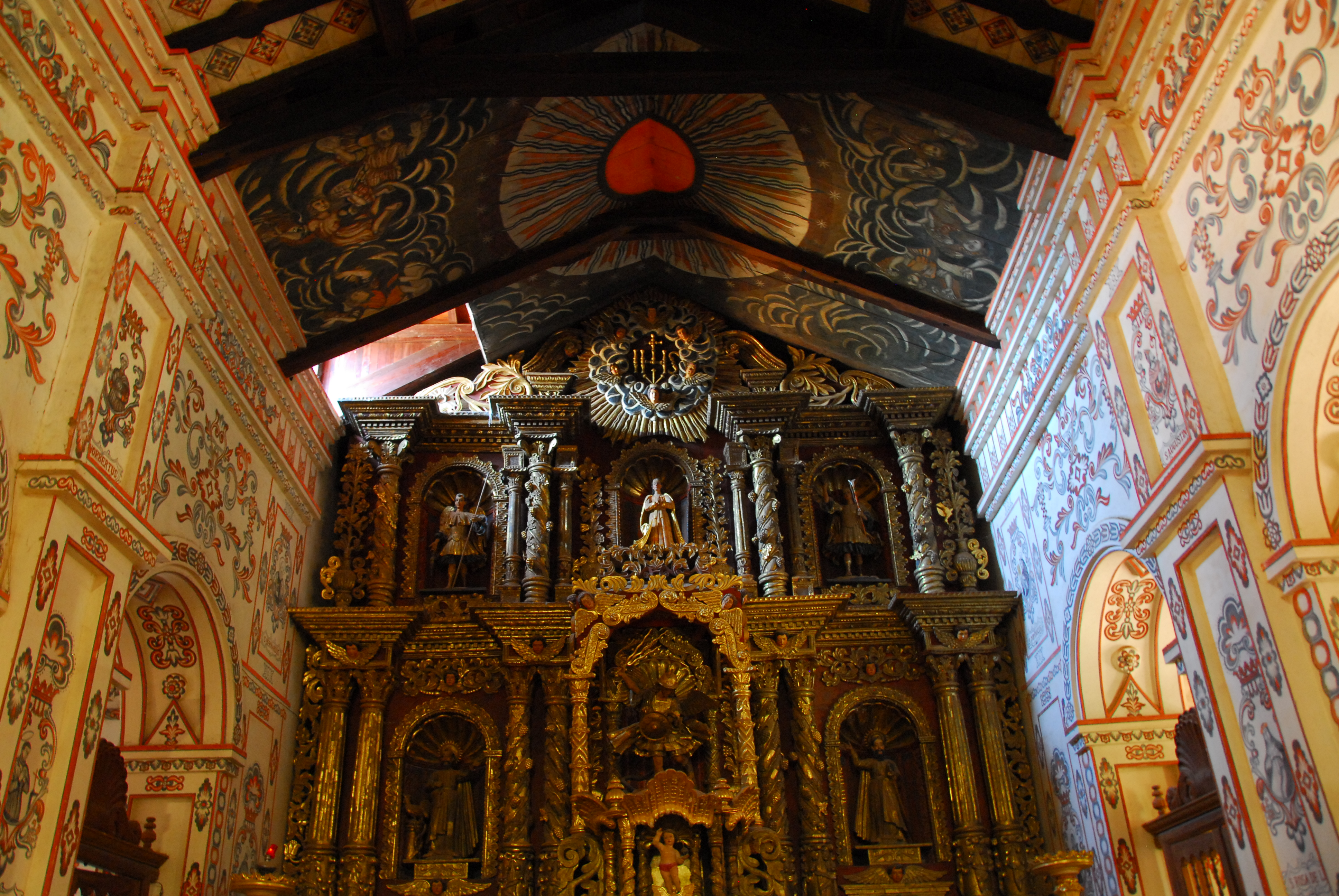
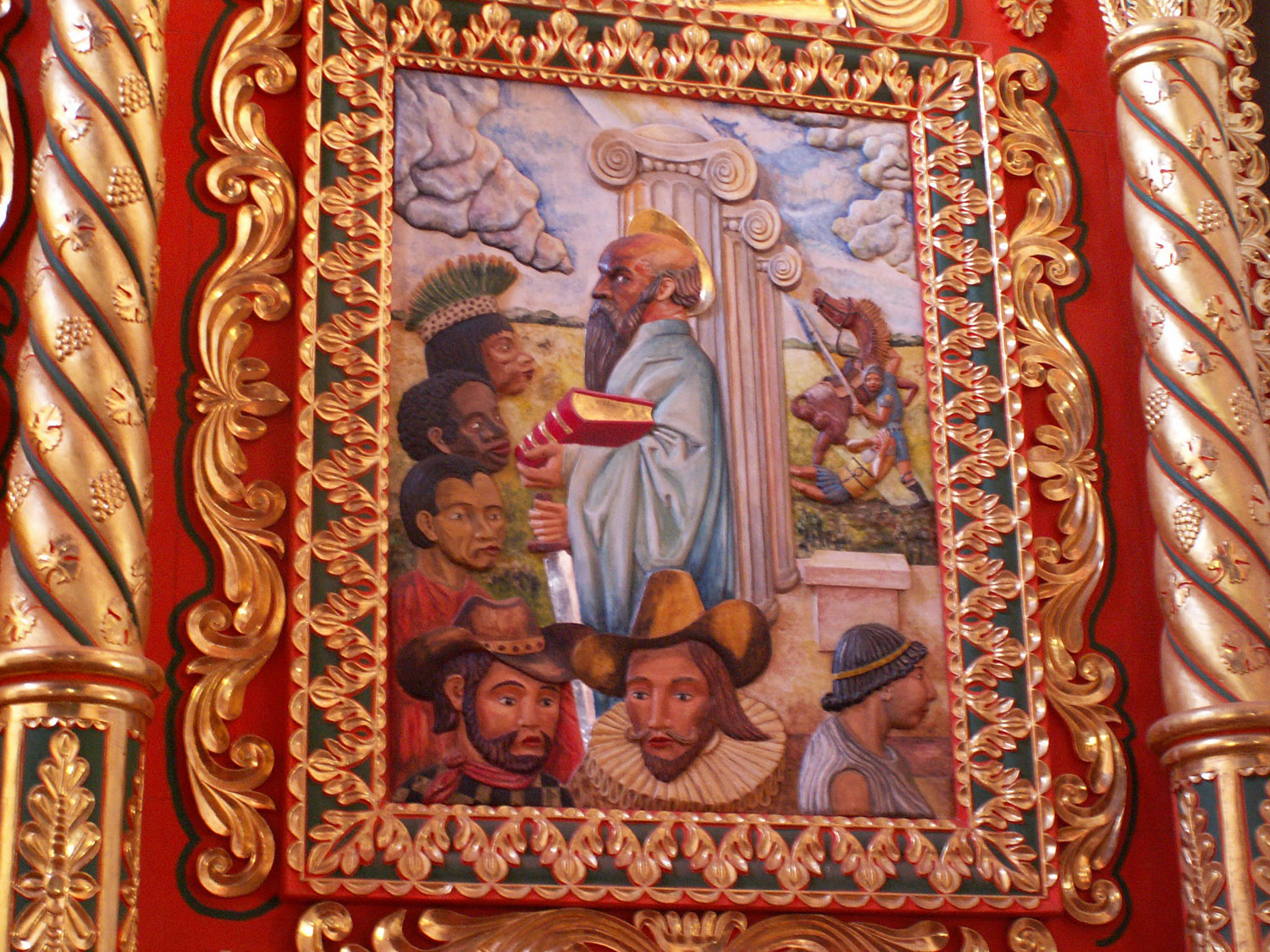